# La Matanza de Acentejo
La Matanza de Acentejo – gmina w Hiszpanii, w prowincji Santa Cruz de Tenerife, we wspólnocie autonomicznej Wysp Kanaryjskich, o powierzchni 14,11 km². W 2011 roku gmina liczyła 8806 mieszkańców.